# Столкновение в Цемесской бухте
Столкновение в Цемесской бухте балкера «Пётр Васёв» (назван в честь начальника Одесского морского порта Петра  Васёва) с пассажирским пароходом «Адмирал Нахимов»  произошло в 23:12 31 августа 1986 года в 13 км от морского порта Новороссийска. В результате «Адмирал Нахимов» затонул за 8 минут, опрокинувшись на правый борт, из 1243 пассажиров и членов экипажа 423 человека погибли. Гибель «Адмирала Нахимова» стала крупнейшей катастрофой на Чёрном море в мирное время.
Вечером 31 августа «Адмирал Нахимов» вышел из Новороссийска в Сочи. Вблизи мыса Дооб его курс пересекался с сухогрузом «Пётр Васёв», который по согласованию с береговым постом регулирования движения судов должен был пропустить пассажирский пароход. Капитан «Петра Васёва» Виктор Ткаченко рассчитал, что при неизменных курсе и скорости суда разойдутся на расстоянии чуть меньше километра. Однако второму помощнику капитана «Адмирала Нахимова» Александру Чудновскому приближение «Петра Васёва» показалось опасным, и он стал постепенно поворачивать корабль на малые углы. Ткаченко вёл судно исключительно по приборам, которые не зафиксировали изменение курса «Адмирала Нахимова». Только в 23:05 капитан балкера, наконец, отвёл взгляд от экрана станции автоматической радиолокационной прокладки и увидел, что корабли сближаются. Оценив реальную ситуацию, он стал чересчур медленно сбавлять скорость. Лишь за три минуты до столкновения была отдана команда «Полный назад». По инерции «Пётр Васёв» продолжал идти вперёд и в 23:12 ударил «Адмирал Нахимов» в правый борт. Бульб сильно повредил обшивку четырёх отсеков.
Пассажирский корабль обесточился, сильно накренился на правый борт. Шлюпки спустить было невозможно, люди спасались на плотах. После того, как в 23:20 «Адмирал Нахимов» скрылся под водой, началась масштабная спасательная операция, в которой приняли участие десятки судов. В марте 1987 года суд приговорил капитанов обоих судов к 15 годам лишения свободы. Второй помощник Чудновский погиб во время катастрофы.

## Сведения о судах

### «Адмирал Нахимов»

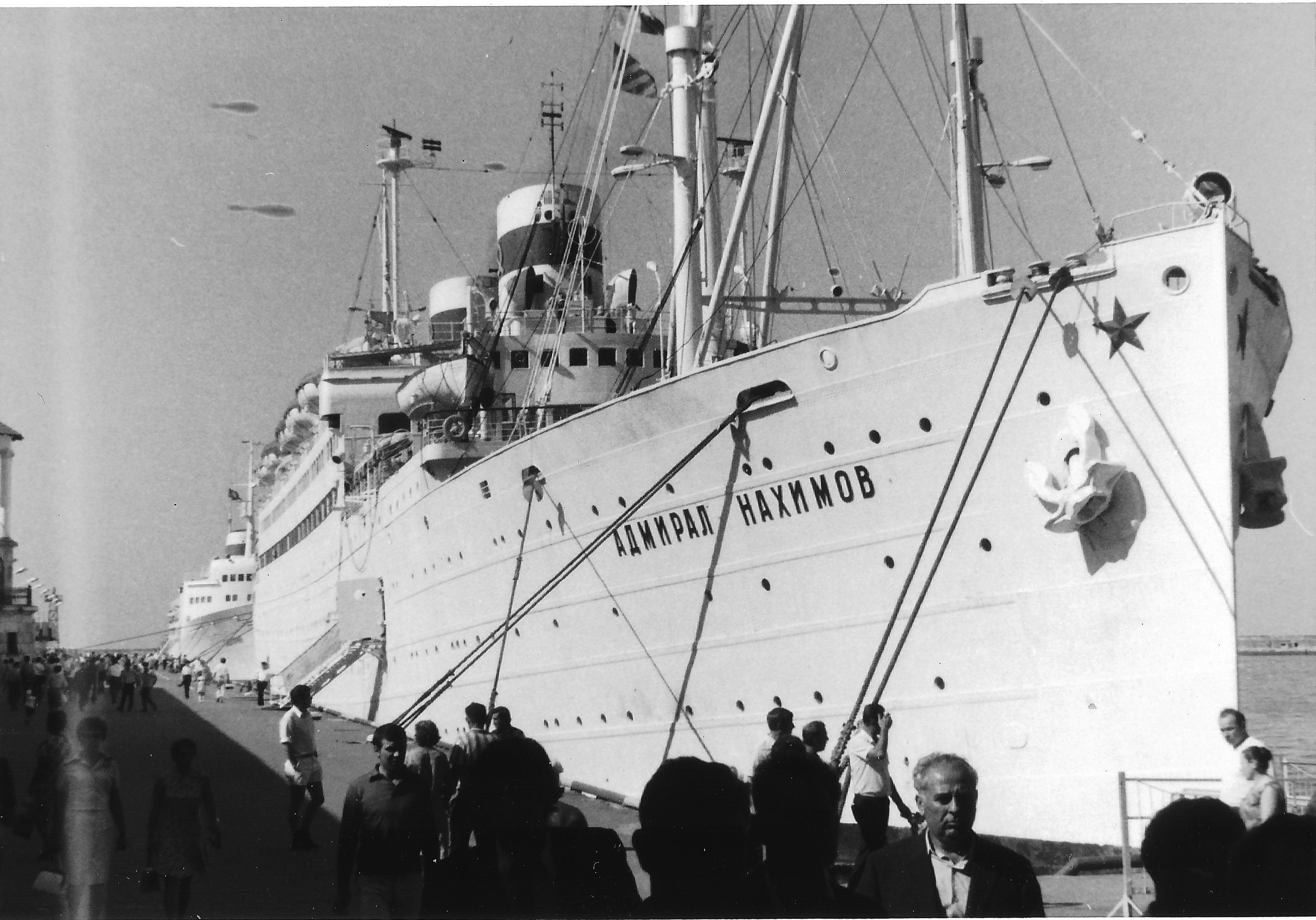
Лайнер «Адмирал Нахимов»

Восьмипалубный пароход «Адмирал Нахимов» был построен в 1925 году на немецкой верфи Бремер-Вулкан в Бремене. До 1939 года корабль под именем «Берлин» принадлежал судоходной компании «Норддойче Ллойд» и выполнял трансатлантические рейсы между Бремерхафеном и Нью-Йорком; 13 ноября 1928 года принимал участие в операции по спасению пассажиров затонувшего английского пассажирского парохода «Вестрис», были подобраны 23 человека. В 1930-х лайнер периодически ходил в средиземноморские круизы, на Мадейру и в Норвегию. С началом Второй мировой войны «Берлин» был реквизирован военно-морскими силами Третьего рейха (Кригсмарине) в качестве госпитального судна. В 1939 году на его борту произошёл взрыв котла, 17 человек погибли. В начале 1945 года пароход принимал участие в операции «Ганнибал» по эвакуации беженцев и армейских подразделений из Восточной Пруссии. 31 января на рейде порта Свинемюнде лайнер подорвался на мине, но, благодаря малой глубине (13 м), не затонул, а оказался подтоплен. По репарации «Берлин» достался Советскому Союзу. В 1946 году начались работы по его подъему силами аварийно-спасательной службы Балтийского флота. В короткий срок под водой были загерметизированы все отсеки  и начата откачка воды. Однако лайнер был немцами заминирован, и, когда в ходе подъема в новогоднюю ночь 1947 года его носовая часть появилась над поверхностью воды, произошёл сильный взрыв.
Корабль затонул уже во второй раз, придавив водолаза Тимофея Старченко, спустившегося под его днище для заделки течи в одном из кормовых отсеков. Водолаза вдавило в ил, но его спас твердый медный шлем. Благодаря проведенной уникальной спасательной операции водолаза удалось вытащить живым (спасение водолаза продолжалось 9 часов) через специально проделанный под днищем парохода туннель. Со второй попытки корабль был поднят и отправлен на капитально-восстановительный ремонт на Варнов-верфь в ГДР.
В 1957 году пароход под именем «Адмирал Нахимов» был передан Черноморскому морскому пароходству (ЧМП). Новым портом приписки стала Одесса. Корабль стал самым большим пассажирским судном на Чёрном море, его водоизмещение составляло 23480 т, длина — 174 м, ширина — 21 м, пассажировместимость — 1096 человек. Трюм судна разделялся на 13 водонепроницаемых отсеков переборками с герметичными дверьми. Пароход изначально был сконструирован таким образом, чтобы оставаться на плаву с двумя любыми повреждёнными отсеками. Однако в ходе модернизации 1966 года над двумя трюмами оборудовали бассейн, после чего класс непотопляемости парохода был понижен до одного повреждённого отсека. Подобные суда в соответствии с правилами классификации и постройки морских судов Регистра СССР не могли брать на борт более 600 пассажиров. Однако «Адмирал Нахимов» легально перевозил большее число людей, поскольку данный пункт не распространялся на суда, построенные до 1986 года.
«Адмирал Нахимов» совершал круизы преимущественно по советскому Черноморью (Крымско-Кавказской линии). Изредка в связи с массовыми перевозками выходил в дальние рейсы: на Кубу, в Саудовскую Аравию, Алжир и Эфиопию. Помимо бассейна к услугам пассажиров были предоставлены рестораны, бары, кинотеатр, музыкальный и курительный салоны, библиотека, парикмахерская, амбулатория, красный уголок, просторные прогулочные палубы. Пароход был оснащён двумя трёхцилиндровыми паровыми машинами, пар для которых производили 10 котлов. Лайнер развивал скорость до 16 узлов (30 км/ч). На борту имелось 26 спасательных шлюпок, установленных в два яруса. Шлюпбалки такой конструкции были установлены на «Адмирал Нахимов» экспериментально и впоследствии не получили распространения из-за сложности спусковых механизмов и постоянных проблем при их эксплуатации и обслуживании. Руководство ЧМП не прислушалось к доводам экипажа и отказалось оснастить «Адмирал Нахимов» более совершенными спусковыми устройствами.
В 1977 году, после ухода капитана Николая Соболева на пенсию, «Адмирал Нахимов» приобрёл репутацию судна «штрафников». Черноморское Пароходство отправляло на него провинившихся в чём-либо на международных рейсах членов экипажа в качестве наказания. Текучесть кадров доходила до 50 человек в месяц. За семь лет на пароходе сменилось восемь капитанов. С приходом последнего — Вадима Маркова, ухудшилась дисциплина. Ответственные посты занимали приближённые Маркову люди. Работники пассажирской службы не раз были замечены за распитием спиртного в рейсе.
Последний плановый ремонт корабль проходил с января по апрель 1985 года в порту Варны. По состоянию на 31 августа 1986 года судно имело класс Регистра СССР и документы на годность плавания сроком до 30 ноября 1986 года. После завершения эксплуатации в последнем квартале 1986 года в связи с моральным и физическим износом (кораблю был 61 год) планировались его вывод из строя транспортного флота ЧМП и списание с баланса пароходства.

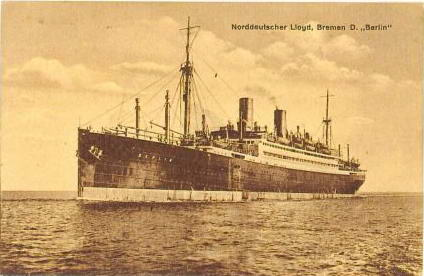
Пароход «Берлин» в период работы в «Норддойче Ллойд»
У причала в Ялте в 1985 году
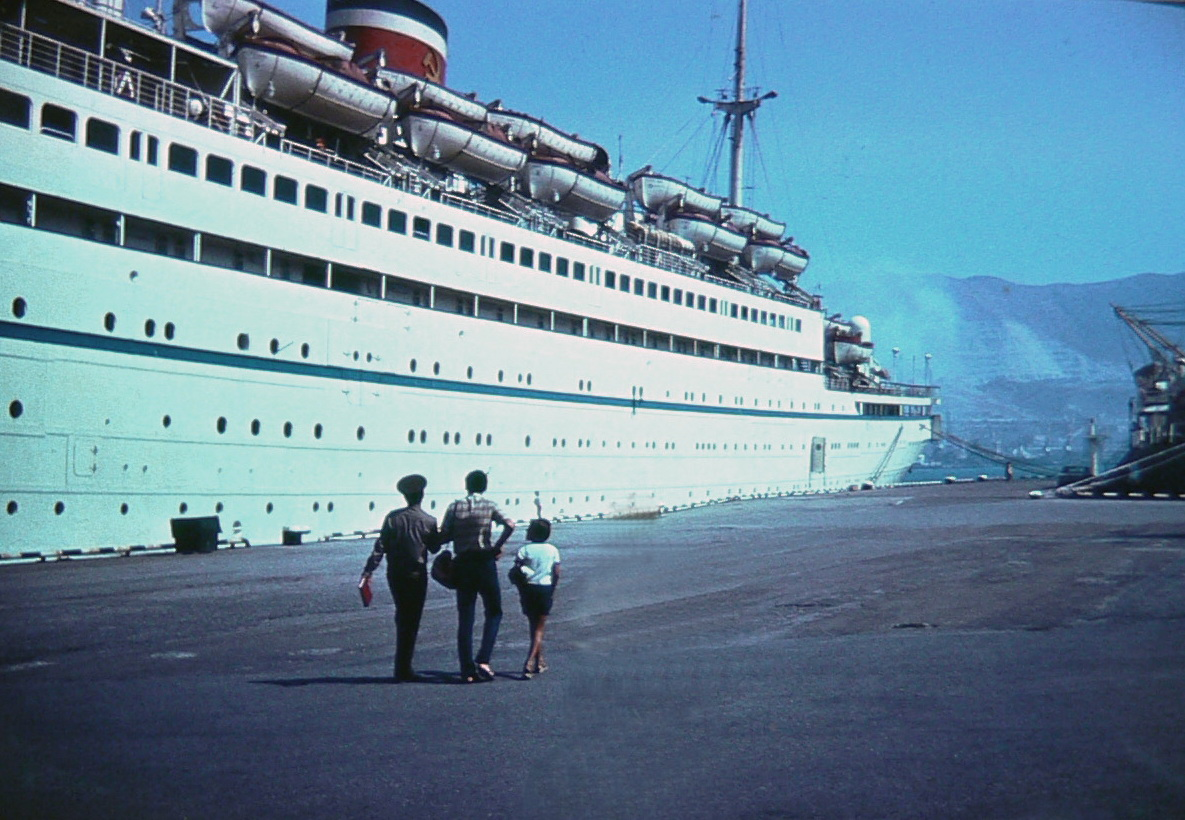
«Адмирал Нахимов» в Новороссийске за несколько часов до катастрофы

### «Пётр Васёв»

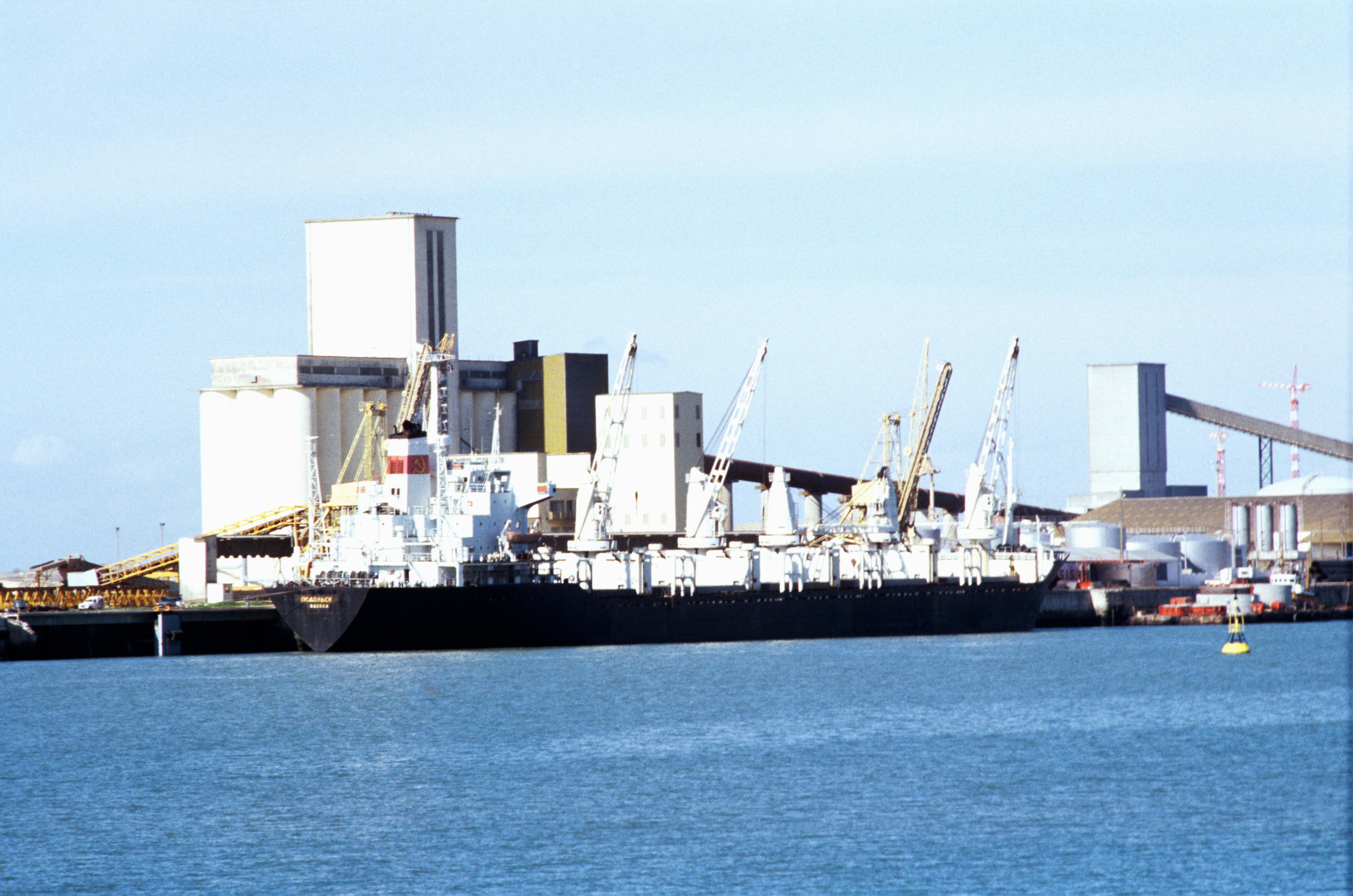
Балкер «Подольск» (до сентября 1986 «Пётр Васёв») спустя 9 месяцев после катастрофы

Балкер «Пётр Васёв» (названный в честь Петра Ивановича Васёва) был построен в 1981 году на японской верфи «Minaminippon Shipbuilding» в Усуки. В 1985 году теплоход передан Черноморскому морскому пароходству. Специализировался на перевозке зерна. Брутто-регистровый тоннаж «Петра Васёва» составлял 18604,5 рег. т, длина — 183,5 м, ширина — 26,6 м, скорость хода 14,5 узлов (26,8 км/ч). После рокового столкновения ремонтировался на Ильичёвском судоремонтном заводе. В 1987 продолжил работать в компании под названием «Подольск». В 1996 году балкер был продан за рубеж. До 2010 года он сменил шесть названий и судоходных компаний. В 2012 году был отправлен в Бангладеш на слом.

## Предшествующие обстоятельства

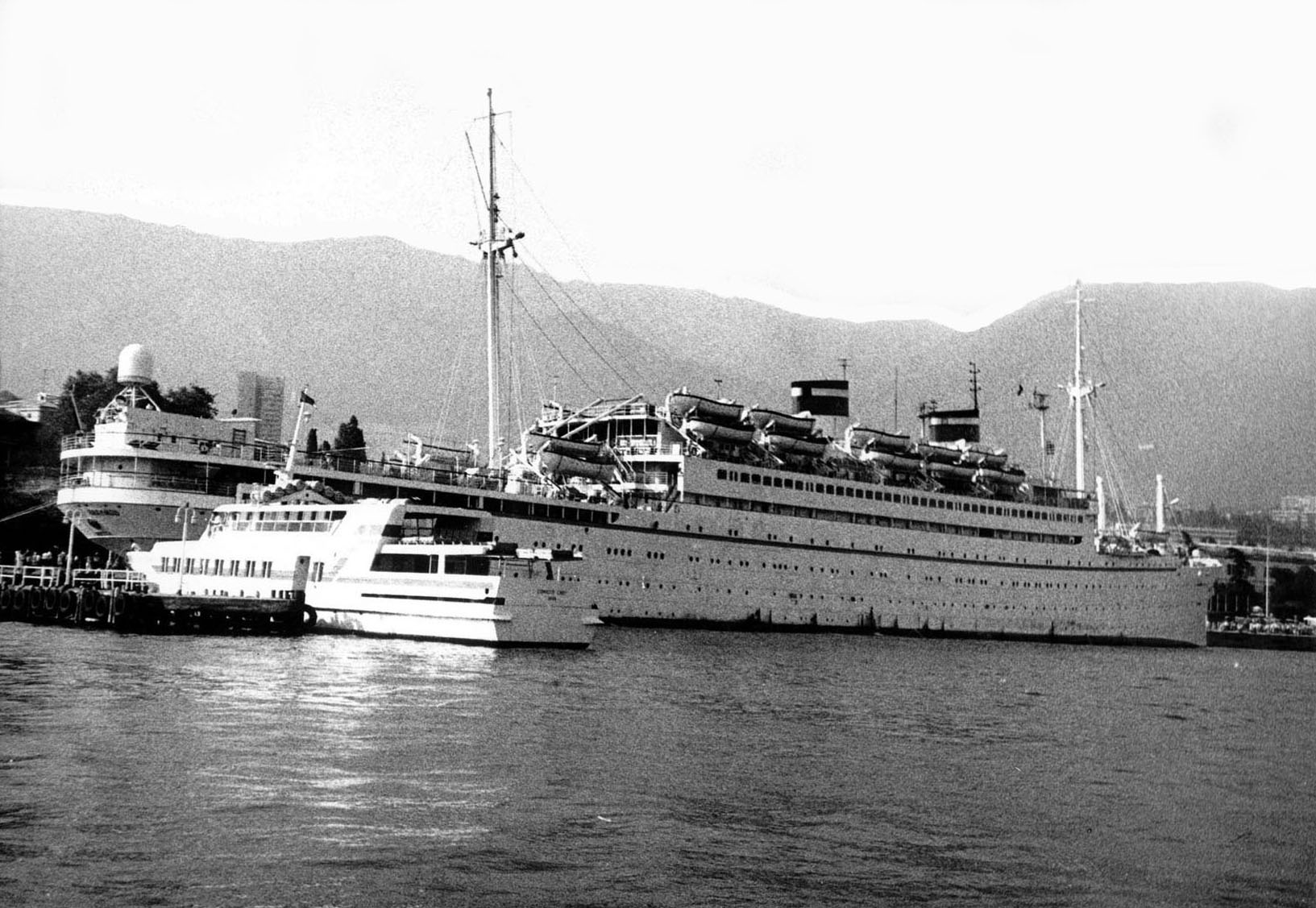
Лайнер Адмирал Нахимов и т/х Саманта Смит в Ялтинском порту 30 августа 1986 года

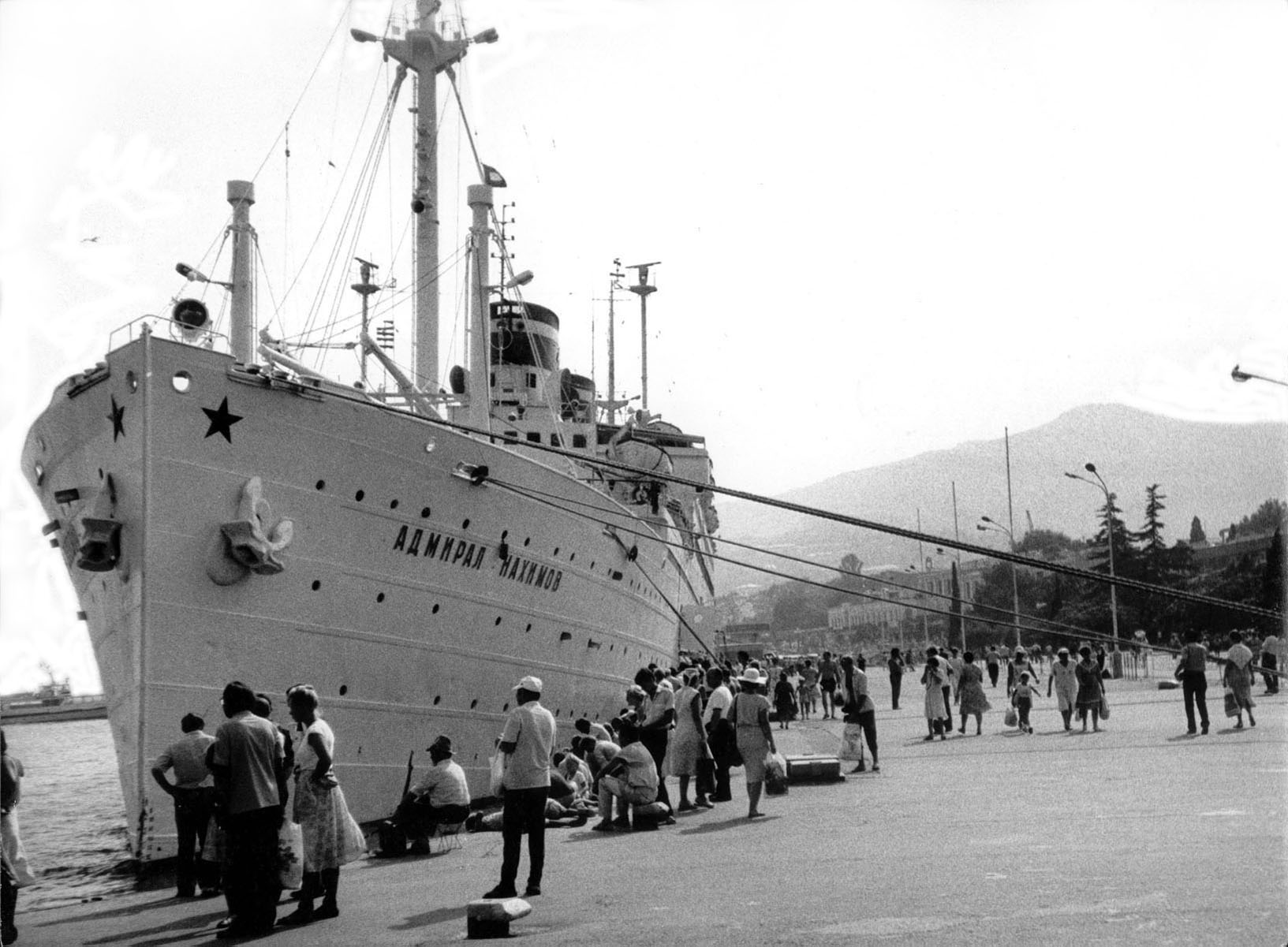
Лайнер Адмирал Нахимов у пирса в Ялтинском порту за сутки до гибели

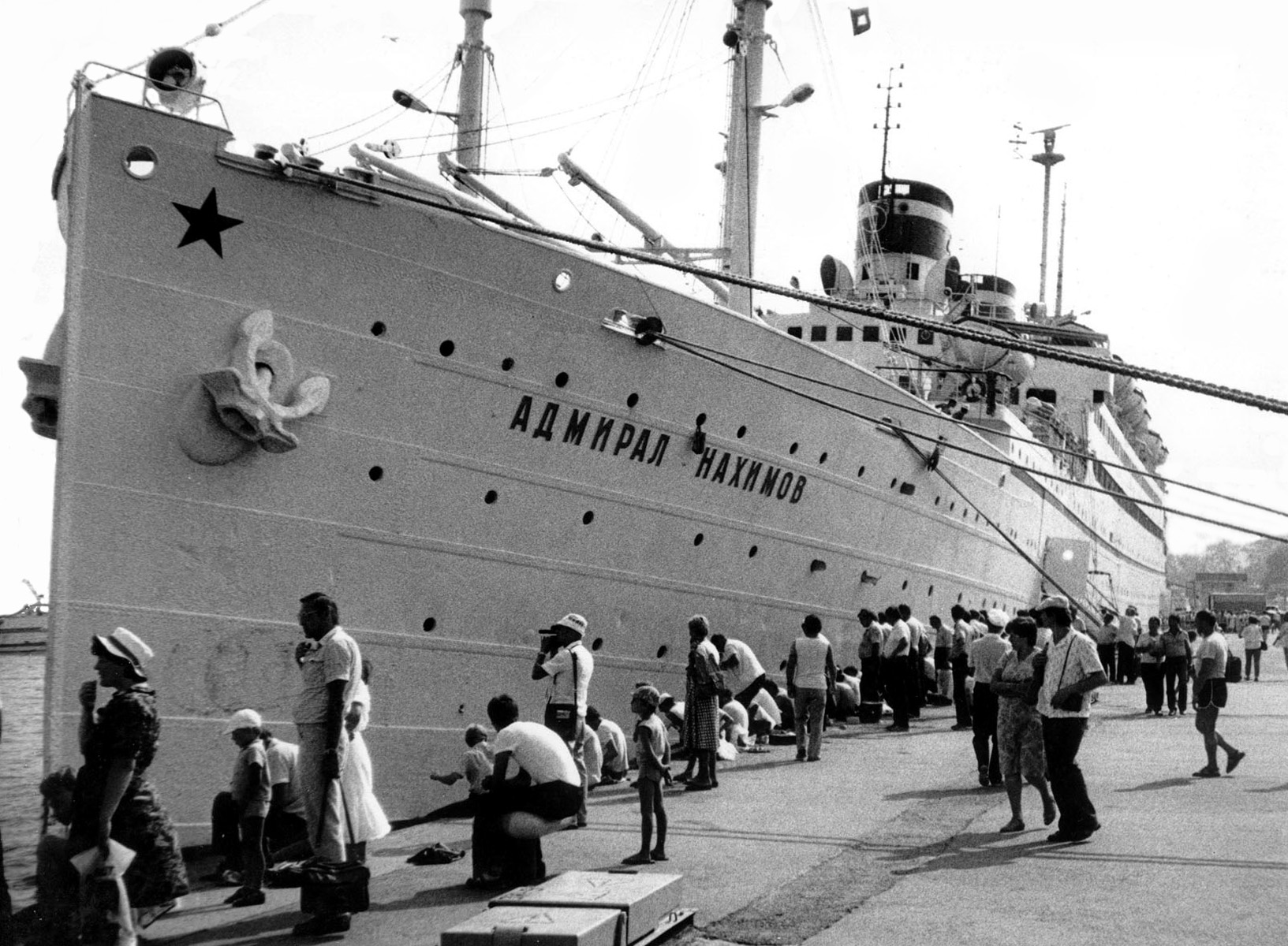
Лайнер Адмирал Нахимов в Ялтинском порту за сутки до гибели

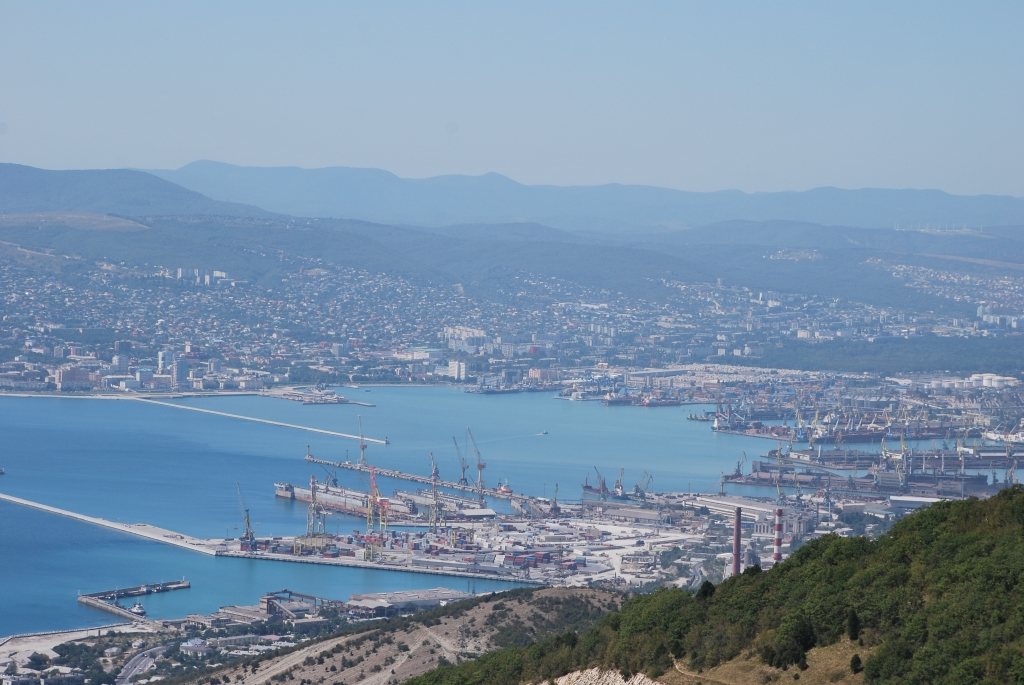
Панорама Цемесской бухты и новороссийского порта

29 августа 1986 года в 20:00 «Адмирал Нахимов» покинул Одессу и отправился в семидневный черноморский круиз, который предполагал заход в пять портов: Ялту, Новороссийск, Сочи (дважды), Батуми и возвращение в Одессу. Пассажиры не проходили ни шлюпочных учений, ни какого-либо инструктажа. Командовал пароходом 56-летний Вадим Марков, занявший этот пост на «Адмирале Нахимове» в 1984 году. В 14:00 31 августа «Адмирал Нахимов» пришвартовался у причала № 34 порта Новороссийска.
В 22:00, согласно расписанию, «Адмирал Нахимов» готовился к отплытию. Уже был убран трап, поданы два буксира, когда на причал подъехали автомобили с опоздавшими пассажирами — начальником управления КГБ по Одесской области генерал-майором  Алексеем Крикуновым с женой, дочерью и восьмилетним внуком. Они поднялись на борт, и пароход примерно с 10-минутной задержкой отошёл от причала. Пройдя ворота порта, взял курс 154,2°. Из Новороссийска в Сочи на борту «Адмирала Нахимова» отправилось 897 пассажиров и 343 члена экипажа. Все 1240 человек были гражданами Советского Союза. Погода стояла ясная, море спокойное. В музыкальном салоне сразу после отплытия началась дискотека, на открытой площадке на четвёртой палубе — концерт. Пассажиры собирались в ресторанах и барах, кто-то готовился ко сну в каютах. В недорогих каютах на нижних палубах кондиционеры отсутствовали, а система вентиляции работала плохо, поэтому очень многие, не выдержав духоты и летнего зноя, открывали иллюминаторы. В 22:30 в кинотеатре началась демонстрация кинофильма «Я любил вас больше жизни».
Тем временем к Цемесской бухте подходил балкер «Пётр Васёв», следовавший из канадского порта Бе-Комо, с 28 638 т ячменя на борту. Вахту на мостике несли капитан Виктор Ткаченко и его третий помощник Пётр Зубюк. Сухогруз шёл курсом 58°, но примерно в 22:45 судно должно было лечь на новый курс — 36° и следовать в систему разделения движения судов (зону разделения потоков судов, движущихся в противоположных или почти в противоположных направлениях). По расчётам выходило, что курсы кораблей пересекались вблизи мыса Дооб. В соответствии с Международными Правилами предупреждения столкновений судов в море (МППСС) пропустить должен был корабль слева — в данной ситуации «Адмирал Нахимов» должен был уступить дорогу сухогрузу. Однако пост регулирования движения судов предложил «Петру Васёву» пропустить пассажирский пароход, на что Ткаченко в нарушение пункта 15 МППСС-72 согласился.

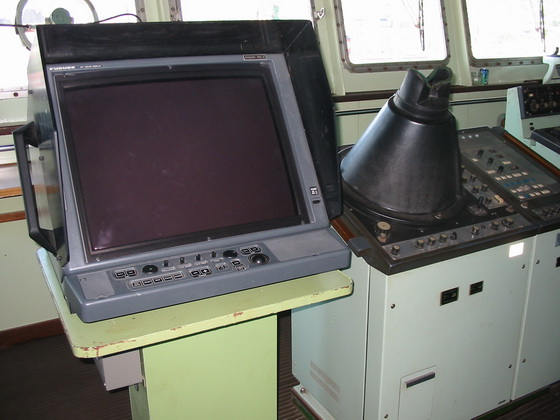
САРП на мостике сухогруза «Пётр Васёв». Но это более современная система, выпущенная в конце 1990-х или в 2000-е годы

По Цемесской бухте «Адмирал Нахимов» шёл без лоцмана на борту, ориентируясь по створным знакам. При помощи радиолокации лайнер вёл дежурный лоцман берегового поста регулирования движения судов Иван Горбунов. В 22:30 «Адмирал Нахимов» запросил обстановку на створах и на рейде. Экипажу сообщили, что со стороны пролива Босфор идёт сухогруз «Пётр Васёв», который по предварительной договорённости пропустит пароход. Миновав буи ограждения Пенайских банок в 22:47, «Адмирал Нахимов» приближаясь к выходу из бухты, лёг на курс 160° для прохождения через систему разделения движения. После этого капитан Марков, проинструктировав вахтенного второго помощника Александра Чудновского, передал ему управление судном и покинул мостик, отправившись в свою каюту отдыхать. Помимо Чудновского вахту на мостике несли рулевой Евгений Смирнов и вперёдсмотрящий Ю. Вышаренко.
В 23:00 Смирнов по приказу Чудновского взял пеленг на «Петра Васёва» и доложил: «Изменение пеленга за 2 минуты — 2 градуса, пеленг тянет к носу, мы сближаемся». Те же самые действия проделал третий помощник на сухогрузе, он доложил капитану Виктору Ткаченко, что пеленг на «Адмирала Нахимова» меняется медленно. Ткаченко неотрывно наблюдал за радиолокационной обстановкой на экране системы автоматической радиолокационной прокладки (САРП), на котором не было зафиксировано какое-либо изменение пеленга. САРП, установленная на «Петре Васёве», была произведена японской фирмой JRC. Время от приёма сигналов до выдачи результатов составляло 30 с, а время уточнения данных целей — 3 мин. Таким образом, при сближении судов на близкое расстояние САРП была бесполезна. Визуальное наблюдение ярко освещённого пассажирского лайнера ничем не осложнялось. Редкие и слабые береговые огни не оказывали помех для наблюдения. После 23:00 между экипажами по радиосвязи состоялся диалог:

АН: «Петр Васев», я пароход «Адмирал Нахимов». Ваш курс, Ваши действия?

[пауза]

АН: Ваш курс, Ваши действия? [ответ поступил только после 2-3 повторений]

ПВ: Идем курсом 36, скоростью 12,5 узлов

АН:  Вы можете нас пропустить, у нас на борту 1000 туристов и наш курс 160 градусов?

[пауза]

ПВ: Идите!

АН:  Мы можем идти тем же курсом и не сбавлять оборотов?

[пауза]

ПВ: Да, можете идти.

АН:  Вы пропустите нас?

ПВ: Да, идите.
— 
После состоявшегося разговора Зубюк доложил капитану Ткаченко, что пеленг на «Адмирала Нахимова» практически не меняется, на что он, глядя на экран САРП, ответил: «Знаю, не переживайте, штурман! Прибор показывает красивое расхождение». Под словом «красивое» Ткаченко подразумевал расхождение судов на достаточно малом расстоянии. Коллеги капитана «Петра Васёва» уже в ходе следствия рассказали о его пристрастиях к эффектным расхождениям на дистанциях порядка 100—180 м.

## Хронология крушения

### Столкновение

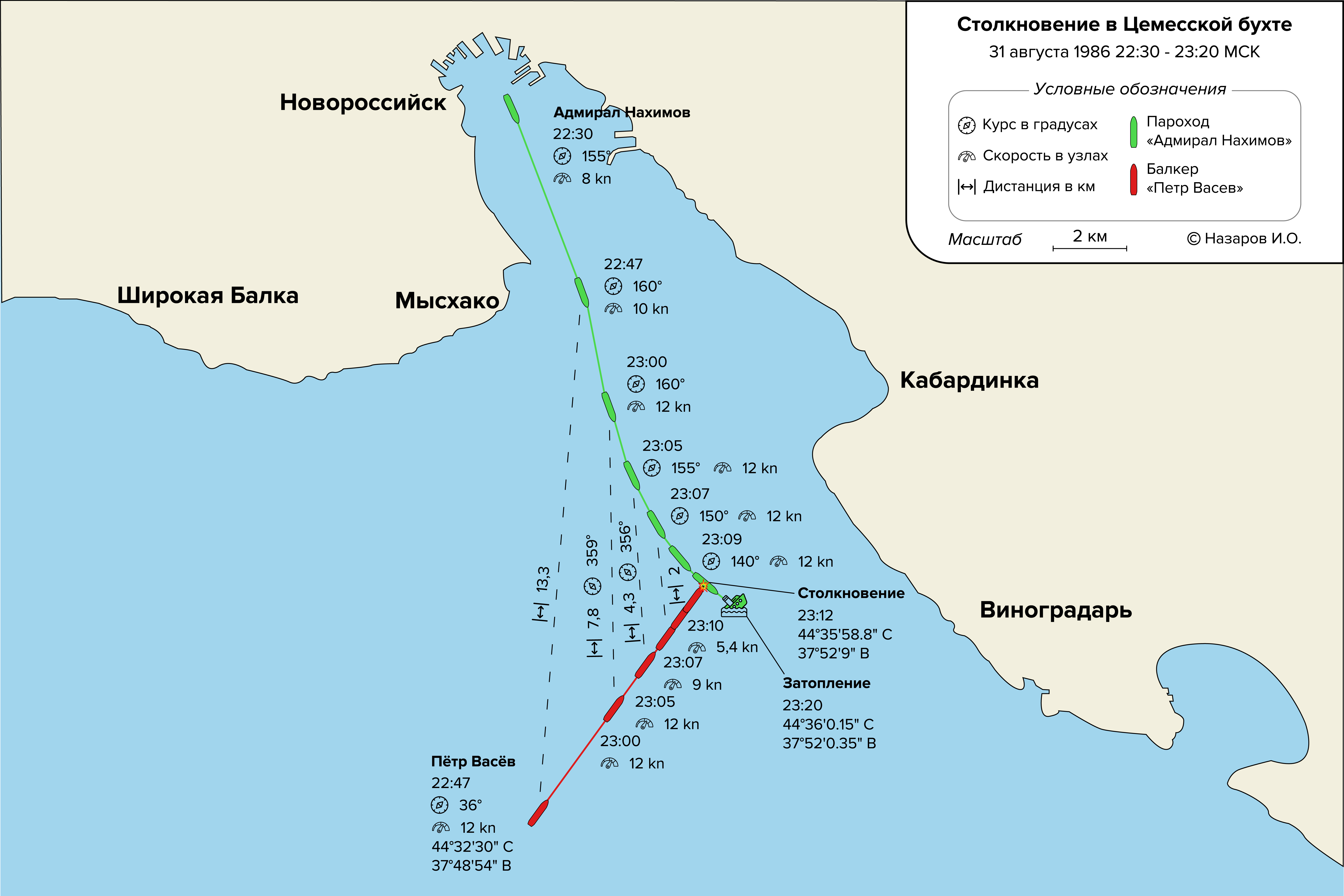
Карта крушения 31.08.1986

Чтобы разойтись с «Адмиралом Нахимовым», капитан «Петра Васёва» начал сбавлять скорость. В 23:05 он перевёл рукоятку машинного телеграфа в положение «Средний вперёд». Скорость сухогруза составляла 12,5 узла (23 км/ч), расстояние до пассажирского парохода — 3,7 км. В 23:06 второй помощник на «Адмиралe Нахимове» Александр Чудновский принял решение отворачивать влево от стремительно идущего «Петра Васёва» — сначала на 5°, затем на 10° и ещё на 5°, взяв курс 140°. В 23:07, видя, что расстояние между кораблями составляет уже чуть более 2 км и продолжает сокращаться, Ткаченко приказал «Малый вперёд», а через полминуты на связь вышел Чудновский и уточнил, остановлены ли на балкере машины. Ответив утвердительно, Ткаченко отдал приказ застопорить главный двигатель. На выполнение этой команды ушло 30 секунд, после чего в 23:09 Чудновский закричал Ткаченко по УКВ связи: «„Пётр Васёв“, что вы делаете? Немедленно работать назад!», и капитан балкера скомандовал «Средний назад» и сразу же «Полный назад», сопроводив это звуковым сигналом — тремя короткими гудками. Из-за несвоевременных действий экипажа скорость «Петра Васёва» за семь минут снизилась только на 5 узлов, «Адмирал Нахимов» продолжал идти с неизменной скоростью — 12 узлов. В 23:10, когда расстояние между судами сократилось примерно до 125 м, Чудновский приказал «Лево на борт», Ткаченко же скомандовал «Право на борт». Эффективность руля оказалась снижена реверсированным винтом.
В 23:12, услышав три гудка, подаваемых балкером, на мостик «Адмирала Нахимова» спешно вернулся капитан Марков. Предотвратить катастрофу было уже невозможно. В ту же минуту пассажиры на палубе в ужасе отбежали от лееров, и «Пётр Васёв» на скорости 5,4 узла (10 км/ч) врезался в правый борт пассажирского парохода. Форштевнем и бульбом с оглушительным грохотом сухогруз под углом 110° вошёл в корпус «Адмирала Нахимова» в средней части, чуть за второй дымовой трубой между шпангоутами 90 и 110. Под водой бульб пропорол в обшивке корабля пробоину площадью 84 м², протянувшуюся от седьмого до десятого водонепроницаемого отсека, в которых располагались вторая котельная, машинное отделение, танки (ёмкости) с мазутом и дизельным топливом, продовольственные склады и трюм № 4. «Пётр Васёв» в результате столкновения получил повреждения в верхней части форштевня, смяв его на 2—2,5 метра, и пробоину бульба, с затоплением форпика. Подмочки груза не произошло.

### Эвакуация и затопление

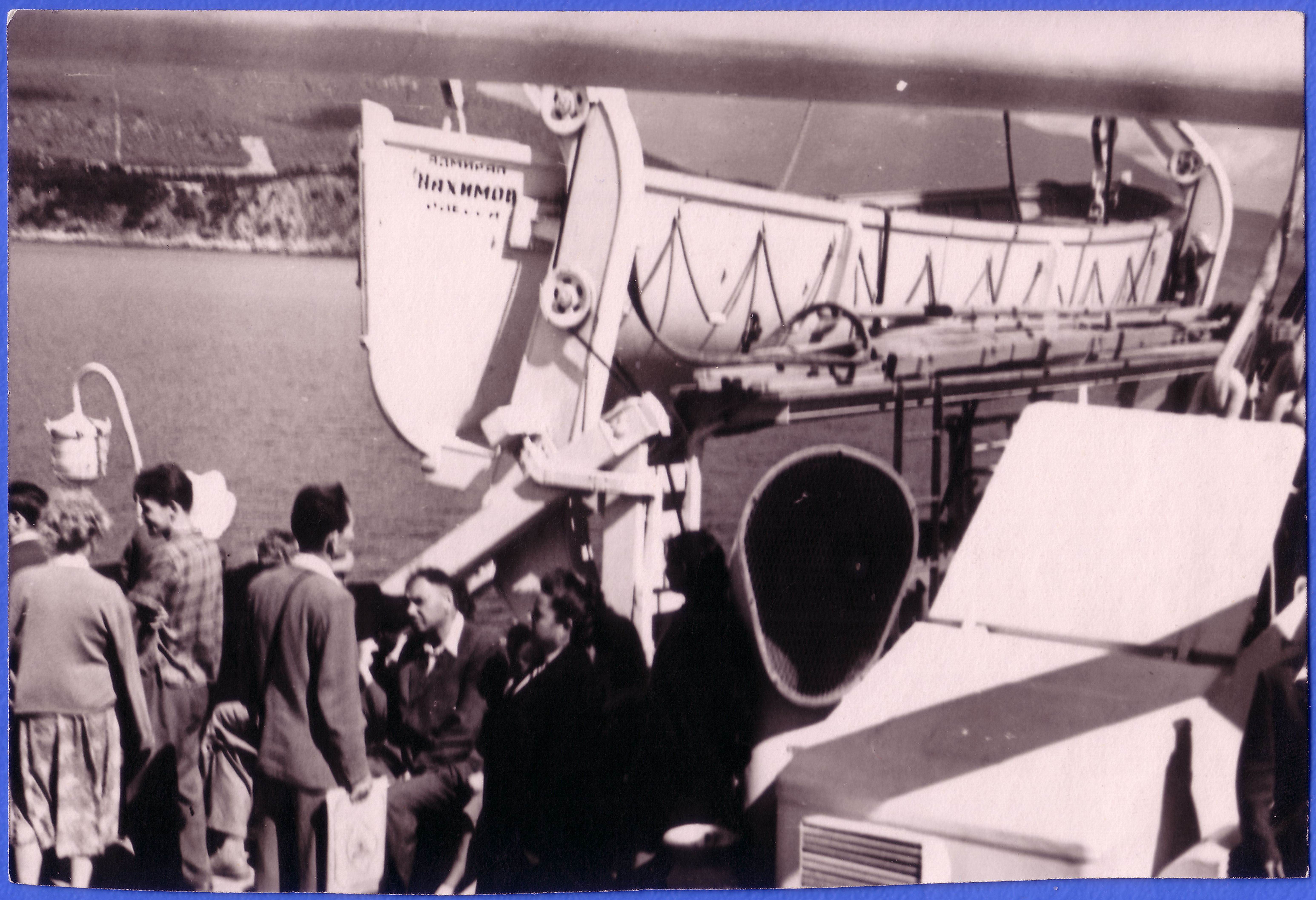
Шлюпочная палуба «Адмирала Нахимова» в 1957 году

В момент столкновения корпус «Адмирала Нахимова» дважды ощутимо содрогнулся. Многие не смогли удержаться на ногах. Тем не менее, кроме тех, кто находился на правом борту и видел приближение «Петра Васёва», в первую минуту почти никто из пассажиров не осознал катастрофичность ситуации. Тревогу не объявил и экипаж на мостике. Капитан Марков предпринял попытку посадить пароход на мель, но спустя 20 секунд после столкновения, из-за затопления машинного отделения пароход полностью обесточился — погас свет, отключились навигационные приборы и радиосвязное оборудование, корабль не слушался руля. По инерции пароход прошёл порядка 900 м. Тогда Марков приказал матросам объявлять шлюпочную тревогу голосом, готовить к спуску спасательные шлюпки и плоты. На воду экипаж успел спустить только шлюпку № 2 с левого борта.
В 23:14 второму механику В. Белану удалось добежать до палубы «А» и запустить аварийный генератор. Только на 2 минуты электроснабжение было восстановлено, но Марков не воспользовался этим для объявления тревоги по трансляции. Вместо этого он отправил вниз нескольких офицеров и матроса для установления масштаба повреждений. Водой оказались заполнены сразу 4 отсека — этого «Адмирал Нахимов» выдержать не мог и начал быстро погружаться правым бортом. За 4 минуты крен на правый борт составил 45°. Скорость поступления воды возросла за счёт десятков открытых иллюминаторов (в тот день было жарко), а также из-за открытых клинкетных дверей в водонепроницаемых отсеках, хотя по инструкции при выходе в плавание они должны быть закрыты. Спускать шлюпки уже не представлялось возможным. Единственным выходом был сброс в воду самораскрывающихся спасательных плотов вместимостью от 10 до 32 человек. Команда из нескольких матросов и практикантов Одесской мореходной школы во главе с боцманом Вильямом Лабодой сбросила с правого борта 8 из 24 плотов, а с левого — все 24. Часть плотов не смогли сбросить из-за того, что некоторые были привязаны проволокой по причине неисправности штатных узлов крепления. Марков успел послать на «Пётр Васёв» сообщение: «Спускайте все имеющиеся у Вас шлюпки и плоты на воду!».
На борту началась паника, многие из находившихся вблизи открытых палуб стали прыгать за борт. Часть людей перелезала с палуб, наклон которых всё увеличивался, на левый борт и скользила к воде по его обшивке с множеством иллюминаторов. Из повреждённых танков «Адмирала Нахимова» начало вытекать большое количество топлива, которое на поверхности моря образовывало толстую маслянистую плёнку, сильно сковывающую движения в воде.
Помощь обезумевшим от ужаса пассажирам старались оказать стюардессы: они выводили наверх по тёмным наклонившимся коридорам и трапам. Стюардесса Татьяна Фёдорова до последнего стояла на палубе — раздавала и помогала надевать спасательные жилеты. Вечером многие родители укладывали детей спать, запирали каюты и поднимались наверх. В суматохе и темноте почти никто не смог вернуться. В узких коридорах возникла давка. Из-за нарастающего крена стеллаж с запасными ключами от кают упал. 28-летняя стюардесса Вера Федорчук достала связку ключей, но спасти запертых детей и спастись сама уже не успела. Пароход стремительно уходил под воду. Падали и катились по палубам, сметая людей, незакреплённые скамейки, шезлонги, бочки с краской.
Капитан Марков оставался на мостике, пока вода не выбросила его за борт. Второй помощник Чудновский незадолго до этого отправился в свою каюту, заперся и погиб вместе с кораблём. В 23:20, спустя 8 минут после столкновения, «Адмирал Нахимов» с креном 60° на правый борт и сильным дифферентом на корму целиком ушёл под воду в 3,5 км от берега и лёг на дно на глубине 47 м.

## Спасательная операция

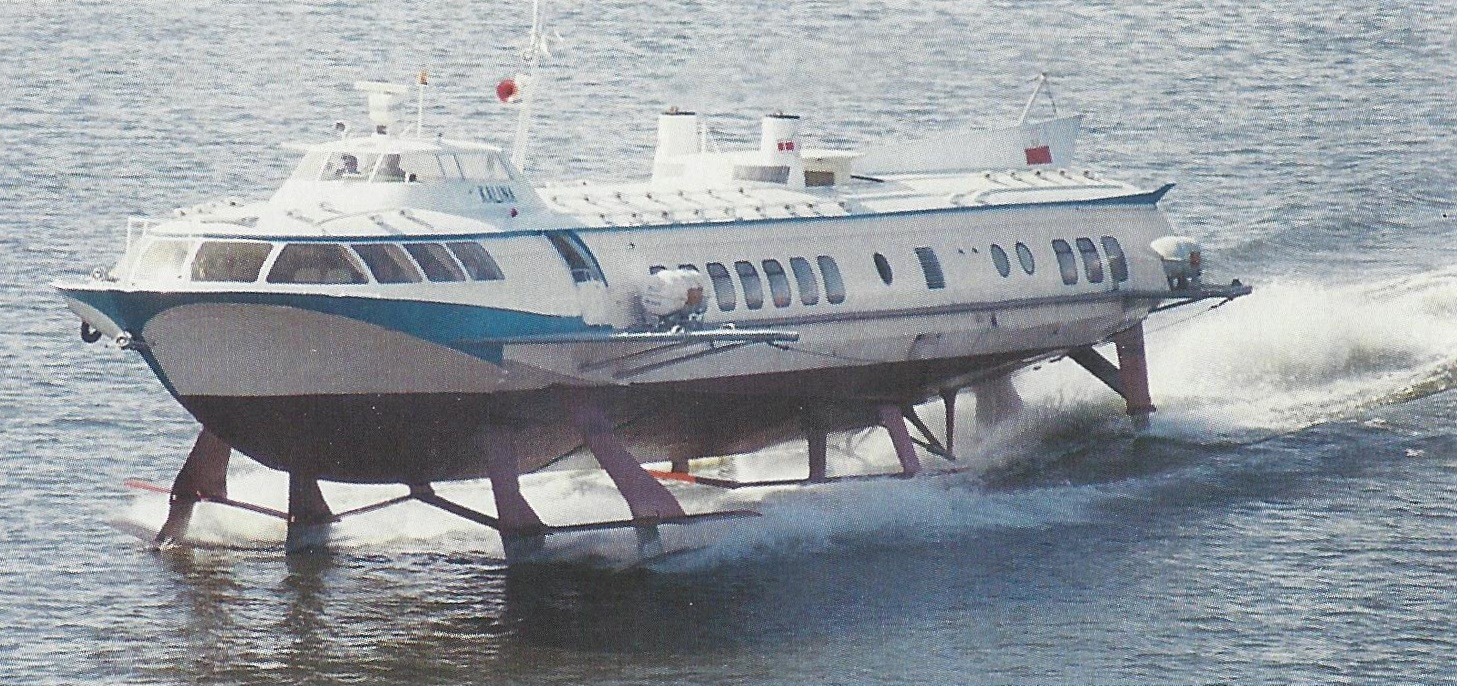
Теплоход на подводных крыльях типа «Комета»

Первое сообщение о столкновении судов на выходе из Цемесской бухты поступило диспетчеру порта в 23:12 от экипажа находившегося неподалёку лоцманского катера. Спустя три минуты это подтвердил капитан «Петра Васёва» Виктор Ткаченко, сказав при этом, что столкнулся с пароходом, шедшим без огней. Информация была передана Георгию Попову, капитану порта Новороссийска. В 23:25 он приказал всем малотоннажным судам в порту следовать к месту крушения и подготовить все имеющиеся плавсредства для спуска на воду. Весь портовый флот выдвинулся к мысу Дооб. Вслед за ними отправились три быстроходных пограничных катера, по тревоге были подняты курсанты Новороссийского высшего инженерного мореходного училища, которые отправились на помощь на 11 учебных ялах.
Оказавшиеся в воде люди испытали острую нехватку спасательных средств. Сброшенные плоты вместили около 500 человек. Остальным четырёмстам оставалось плавать поблизости в воде, покрытой толстым слоем нефтепродуктов и краски. Далеко не на всех были надеты спасательные жилеты. В панике многие люди ожесточённо боролись друг с другом за любое плавсредство, будь то спасательный жилет или оставшиеся плавать на поверхности деревянные шезлонги с прогулочных палуб «Адмирала Нахимова». Другие же вели себя прямо противоположно: отдавали жилеты женщинам и пожилым, помогали удержаться на плаву ослабевшим и раненым.
Через 5 минут после затопления «Адмирала Нахимова», «Пётр Васёв» начал движение малым ходом в сторону места катастрофы. С его борта спустили мотобот и вёсельную шлюпку, однако последняя из-за сильного ветра по приказу Ткаченко вернулась. Достигнув в 23:40 места скопления нескольких сот людей, сухогруз остановился, с его палубы утопающим сбросили концы, штормтрапы, спасательные жилеты и круги. Однако взобраться на борт смогли единицы. Обессиленные, перемазанные скользким мазутом люди срывались с раскачивающихся тросов обратно в море. Около 30 человек спас мотобот. Всего же экипаж «Петра Васёва» спас 37 человек и поднял на борт тело одного погибшего.
К спасательной операции было привлечено 64 судна Новороссийского порта, Черноморского флота и Морпогранохраны. Первым к месту кораблекрушения прибыл лоцманский катер «ЛК-90». Он должен был высадить лоцмана на «Пётр Васёв» в 23:30, поэтому в 23:45 он уже принимал первых пострадавших. Портовые буксиры «Марс», «Титан», «Тайфун», «Бесстрашный», «Балтиец» и другие стали прибывать к месту трагедии после 00:05. В первом часу началась широкомасштабная спасательная операция с участием малотоннажного флота. Небольшие суда не могли взять сразу большое количество пострадавших. На подмогу вышел теплоход на подводных крыльях «Комета-57», который принимал с буксиров спасённых и доставлял их в порт. В общей сложности он перевёз 248 человек. Два рейдовых катера «Базальт» и «РК-34» развезли более 150 выживших по стоящим на рейде танкерам, где всех умыли, отогрели, одели и накормили.
В 1:00 от пристани отошёл теплоход с двумя бригадами скорой помощи на борту. В 1:15 из Геленджика вышло 7 катеров. За четыре часа удалось спасти 755 человек и выловить 16 трупов. В район места крушения прибыл сухогруз «Килия», шедший из Поти в Мариуполь. На его борт был оперативно доставлен заместитель капитана новороссийского порта Анатолий Каминский, который оттуда координировал ход спасательной операции.
У причала № 33, куда подходили суда со спасёнными, дежурили машины скорой помощи. Уже глубокой ночью больницы и гостиницы Новороссийска начали принимать десятки пассажиров и членов экипажа «Адмирала Нахимова». Почти все находились в состоянии сильного нервного потрясения, получили разные степени переохлаждения (температура морской воды в ту ночь составляла 24°С, но многим пришлось провести в ней больше часа). У людей от разлитой краски часто слипались веки и ресницы. В связи с трагедией в городе было подано отключаемое на ночь горячее водоснабжение, по тревоге подняты формирования гражданской обороны. Постояльцы и персонал гостиниц делились с пострадавшими одеждой и предметами первой необходимости.
С рассветом наблюдение с воздуха района катастрофы и прилежащей акватории начали вести 7 вертолётов. Поисковую операцию начали самолёты Ан-26 и Бе-12, поисково-спасательные службы Черноморского флота. Поначалу они обследовали акваторию в 30 км от берега, потом зона поисков возросла до 60 км и затем до 200 км. На воде были замечены плоты, жилеты, скамейки, шезлонги. Последний выживший был обнаружен спустя 15 часов после крушения. Все найденные на поверхности бухты личные вещи, деньги складывались в здании морского вокзала, причём случаев мародёрства зафиксировано не было.
В первый же день в гостиницах города были установлены 80 дополнительных телефонов, развёрнуты пункты по приёму телеграмм. Железнодорожники в условиях и без того повышенного пассажиропотока смогли за полдня подготовить составы для доставки «нахимовцев» домой: 5 вагонов на Одессу, 2 на Киев и Днепропетровск, 2 на Прибалтику, по одному вагону на Харьков, Ленинград, Львов, Донецк, Саратов. 1 сентября домой уехал 301 человек.

## Поиск погибших
| Места проживания погибших | Места проживания погибших | Места проживания погибших | Места проживания погибших |
| Республика                | Всего                     | Пассажиры                 | Экипаж                    |
| ------------------------- | ------------------------- | ------------------------- | ------------------------- |
| Украинская ССР            | 267                       | 216                       | 51                        |
| РСФСР                     | 72                        | 66                        | 6                         |
| Литовская ССР             | 25                        | 25                        | 0                         |
| Латвийская ССР            | 24                        | 24                        | 0                         |
| Молдавская ССР            | 20                        | 17                        | 3                         |
| Узбекская ССР             | 10                        | 10                        | 0                         |
| Белорусская ССР           | 3                         | 1                         | 2                         |
| Грузинская ССР            | 1                         | 0                         | 1                         |
| Киргизская ССР            | 1                         | 0                         | 1                         |
| Всего                     | 423                       | 359                       | 64                        |

На протяжении следующих двух недель к грузовому причалу № 15 доставляли тела погибших. Их вылавливали с поверхности бухты, извлекали водолазы из теплохода. На помощь водолазам Черноморского морского пароходства к месту трагедии «Адмирала Нахимова» уже через 10 часов прибыло большое специализированное спасательное судно СС-21, которое после многомесячного похода только что возвратилось в Севастополь из Средиземного моря.  К выполнению спасательных работ были также срочно привлечены и водолазы-разведчики 17-й бригады спецназа. Военные водолазы сразу же включились в работы по обследованию затонувшего лайнера. С первых же дней водолазам была поставлена задача в приоритетном порядке обследовать каюту №9 генерала КГБ Алексея Григорьевича Крикунова на предмет опознания погибших и изъятия всех документов, т.к. было предположение, что среди них могли остаться особо важные бумаги (список пассажиров каюты №9: Крикунов А.Г., Крикунова Д.К., Крикунова Т.А., Антонюк В.А. Все погибли).  
Для возможности доступа во внутренние помещения водолазы проделали в левом борту лайнера более десяти отверстий размером 70х75 см. Вести поиски под водой на перевернувшемся судне было чрезвычайно затруднительно. Ширина коридоров на «Адмирале Нахимове» варьировалась от 80 до 120 см. Водолазы были вынуждены пробираться ползком. От длительного нахождения в воде деревянная обшивка помещений обрушивалась, создавая непреодолимые завалы. Кроме того, завалы создавали плавающие ковры, одеяла, подушки. Средняя продолжительность одного водолазного спуска составляла 2 часа 40 минут, что превышало норму. Чаще всего тела находили в коридорах и на трапах. Много детей погибло в запертых каютах. Водолазам приходилось взламывать двери при помощи лома. Ежедневно в приспособленный под морг портовый ангар привозили родственников погибших на опознание. Тела хранились в пяти вагонах-рефрижераторах.  
Для большей безопасности водолазы внутри корабля работали парами, и на верхних палубах использовали баллонные дыхательные аппараты с автономным запасом кислородно-азотной смеси. Дубовые двери внутренних помещений «Нахимова» сильно разбухли от воды, вследствие чего их часто приходилось подрывать зарядами взрывчатки. Работая ночью на борту затонувшего лайнера, потратив много времени и сил на установку взрывчатки, а затем еще и на обратный путь по лабиринту коридоров, водолазы капитан-лейтенант Игорь Ивлев и мичман Юрий Полищук израсходовали почти весь запас дыхательной смеси. Помогая товарищу, Полищук от недостатка воздуха сам потерял сознание, вследствие чего при подъеме на поверхность выпал из водолазной беседки опять на дно. Сильно рискуя, работая практически без декомпрессии, другим водолазам удалось найти Полищука,  быстро поднять его на корабль и поместить в барокамеру. Врачи долго боролись за жизнь отважного моряка, однако спасти его не удалось. 10 сентября 1986 года мичман Юрий Владимирович Полищук, командир взвода водолазов-разведчиков бригады спецназа Черноморского флота скончался, не приходя в сознание.
После этого случая стали чаще (особенно при работе на нижних палубах) использовать водолазное снаряжение с традиционной подачей дыхательной смеси по шлангу с обеспечивающего спуск  корабля. 19 сентября 1986 года мичман Сергей Александрович Шардаков получил задание проникнуть в 41-ю каюту, в которой, по словам очевидцев, остались запертыми дети. Пытаясь открыть дверь ломиком, он запутался в собственных кабелях и шлангах,  не смог вовремя провентилировать скафандр и  потерял сознание… Напарнику удалось вытащить из коридора потерявшего сознание мичмана, однако он скончался еще до прибытия помощи с поверхности. После гибели второго водолаза, а также вследствие завершения обследования большей части помещений, производство подводных работ на затонувшем лайнере решением Правительственной комиссии было прекращено.  В некоторые каюты водолазам так и не удалось проникнуть. К этому моменту было обследовано 253 помещения, что составило 52 % от подлежащих осмотру, обследован участок дна площадью 30 000 м², найдены и подняты 129 тел (111 из корпуса парохода, 18 с грунта). 64 тела так и остались покоиться на борту затонувшего парохода. Катастрофа унесла жизни 423 человек — 359 пассажиров и 64 члена экипажа «Адмирала Нахимова». На борту были 7 пар новобрачных. Все они погибли. В кораблекрушении погибли жители девяти союзных республик.

## Освещение в СМИ
Сообщаем подробности об аварии парохода «Адмирал Нахимов»
В кабинете начальника управления внешних сношений Министерства морского флота СССР Игоря Михайловича Аверина не умолкают телефоны: непрерывно звонят советские и иностранные журналисты — всех глубоко взволновало, опечалило трагическое известие о крупной морской катастрофе, которая произошла в ночь с 31 августа на 1 сентября в Цемесской бухте в восьми милях от входных ворот Новороссийского порта.
— 31 августа в 23 часа 14 минут по московскому времени, — проинформировал И. Аверин, — произошло столкновение двух больших океанских судов — пассажирского парохода «Адмирал Нахимов», на борту которого находилось более тысячи двухсот человек — туристы, члены экипажа, и балкера-сухогруза водоизмещением сорок тысяч тонн с грузом зерна в трюмах. В результате аварии пароход «Адмирал Нахимов» получил пробоину в правом борту в районе машинного отделения и, продержавшись некоторое время на плаву, затонул на глубине 43 метров. У балкера-сухогруза оказалась поврежденной носовая часть — форпик и канатный ящик. Оба судна принадлежат Черноморскому морскому пароходству.
Они столкнулись при вполне достаточной видимости. Море было спокойным. Ничто не предвещало несчастья, И вдруг — удар, погас свет. Можно представить, как в кромешной тьме судовых помещений, не зная, что стряслось, люди искали выход на открытые палубы. А пароход уже начал тонуть.
Ветеран флота пароход «Адмирал Нахимов» за свою долгую морскую службу на регулярной черноморской линии Одесса — Батуми — Одесса перевёз свыше двух миллионов пассажиров и туристов. И вот — беда. Последняя агония судна. И как назло, поднялась волна — береговые прожекторы тщетно пытались отыскать в море пострадавших.
Катастрофа произошла ночью, вблизи берегов. Это позволило по сигналу бедствия немедленно направить в район кораблекрушения 37 судов различного назначения — специальных спасательных, а также буксиров, катеров и других плавсредств. В спасательной операции приняли также участие вертолеты и самолёты. На затонувшем пароходе, который лежит правым бортом на дне моря, работают водолазы. Правительственная комиссия расследует причины происшедшей аварии.
Спасенные размещены в новороссийских гостиницах. Несколько десятков пострадавших направлены в больницы. Организован приём прибывающих в Новороссийск родственников и близких потерпевших кораблекрушение.
В морском путешествии участвовали туристы с Украины, из Прибалтики, Сибири и других районов страны.
В Цемесской бухте ведутся крупномасштабные спасательные работы.

Первые краткие сообщения о трагедии в Цемесской бухте были переданы по радио и телевидению СССР лишь в середине дня 1 сентября. О жертвах и пострадавших ничего не сообщалось. Выжившим в катастрофе запретили в телеграммах близким упоминать о гибели «Адмирала Нахимова». 1 сентября родственники многих пассажиров и членов экипажа получали телеграммы практически одинакового содержания: «Жив и здоров. Город Новороссийск». Только в 16 часов было озвучено правительственное сообщение о столкновении судов и последующем крушении пассажирского парохода. Ни о каких подробностях произошедшего снова не говорилось, сведений о жертвах не поступило. В вечернем выпуске программы «Время» никакой информации также не прозвучало. В Новороссийск не был пропущен ни один иностранный журналист. Информация, поступавшая в газеты, тщательно отбиралась и цензурировалась. 5 сентября о больших масштабах трагедии можно было догадаться по обращению ЦК КПСС, Президиума Верховного совета и Совета министров СССР с соболезнованиями семьям, родственникам и близким погибших, которое было опубликовано в газете «Правда». С выходом этого номера по телевидению стали транслировать репортажи с места гибели судна.

## Судебное разбирательство
2 сентября капитана «Петра Васёва» Виктора Ивановича Ткаченко и капитана «Адмирала Нахимова» Вадима Георгиевича Маркова взяли под стражу. Расследованием катастрофы занялась правительственная комиссия во главе с членом Политбюро Гейдаром Алиевым. Непосредственно следствием руководил старший следователь Генеральной прокуратуры СССР по особо важным делам Борис Уваров. Все документы, касающиеся погибшего судна, в первые дни после трагедии были изъяты из офисов Черноморского пароходства морскими следователями и сотрудниками КГБ.
Экспертная подкомиссия при правительственной комиссии под руководством представителя Министерства морского и речного флота СССР Майнагашева Б. С. опросила 11 человек из экипажей судов «Адмирал Нахимов» и «Пётр Васёв», в том числе обоих капитанов, а также лоцмана поста регулирования движения судов порта Новороссийск.
Комиссия постановила, что капитан сухогруза «Пётр Васёв» Виктор Ткаченко в нарушение Устава службы на судах Министерства морского флота (статьи 60, 63(03), 94) и Международных правил предупреждения столкновения судов (правила 2, 5, 6(а) (III), 7(а), (с)): 

допустил чрезмерно опасное сближение судов, пренебрег данными визуальных наблюдений вахты на мостике и обращения к нему вахтенного помощника п/х «Адмирал Нахимов», не выполнил своих заверений уступить дорогу, упустил время для осуществления маневра по безопасному расхождению судов, проявил неоправданную самонадеянность и халатность в управлении судном.

Капитан парохода «Адмирал Нахимов» Вадим Марков в условиях сближения с другим судном, не согласовав лично с капитаном сухогруза порядок расхождения, преждевременно покинул мостик. Не проконтролировал действия вахтенного помощника при сближении и расхождении судов. Проявил самоуспокоенность и безразличие к событиям на мостике.
 Тем самым нарушил Устав службы на судах ММФ (статьи 60, 63 (03), (05), 94); Наставление по организации штурманской службы на судах ММФ (пп 2.2.2; 5.4.4); Международные правила предупреждения столкновения судов (правила 2, 7(а)), что способствовало кораблекрушению и гибели большого числа людей.
Оба капитана были обвинены по статье 85 уголовного кодекса РСФСР «Нарушение правил безопасности движения и эксплуатации транспорта». На одном из совещаний Алиев под натиском общественности в присутствии родственников многочисленных погибших заявил, что, по меньшей мере, один из капитанов будет расстрелян. Такое наказание предусматривалось статьёй 102 «Умышленное убийство при отягчающих обстоятельствах». После этого на следствие стало оказываться давление, правительственная комиссия требовала от следователей скорейшего завершения расследования и предъявления обвинения по 102 статье. Суд над обоими капитанами проходил в Одессе. Уваров отказался менять статью на более тяжёлую. В марте 1987 года Марков и Ткаченко были признаны одинаково виновными в кораблекрушении, гибели людей и приговорены к 15 годам лишения свободы каждый. Оба капитана были досрочно освобождены осенью 1992 года. После освобождения Марков работал капитаном-наставником в Черноморском пароходстве и жил в городе Одессе (где и умер в 2007 году). Ткаченко сразу же после освобождения уехал за рубеж и при не выясненных до конца обстоятельствах погиб в сентябре 2003 года при крушении яхты вблизи побережья Канады.

## Память

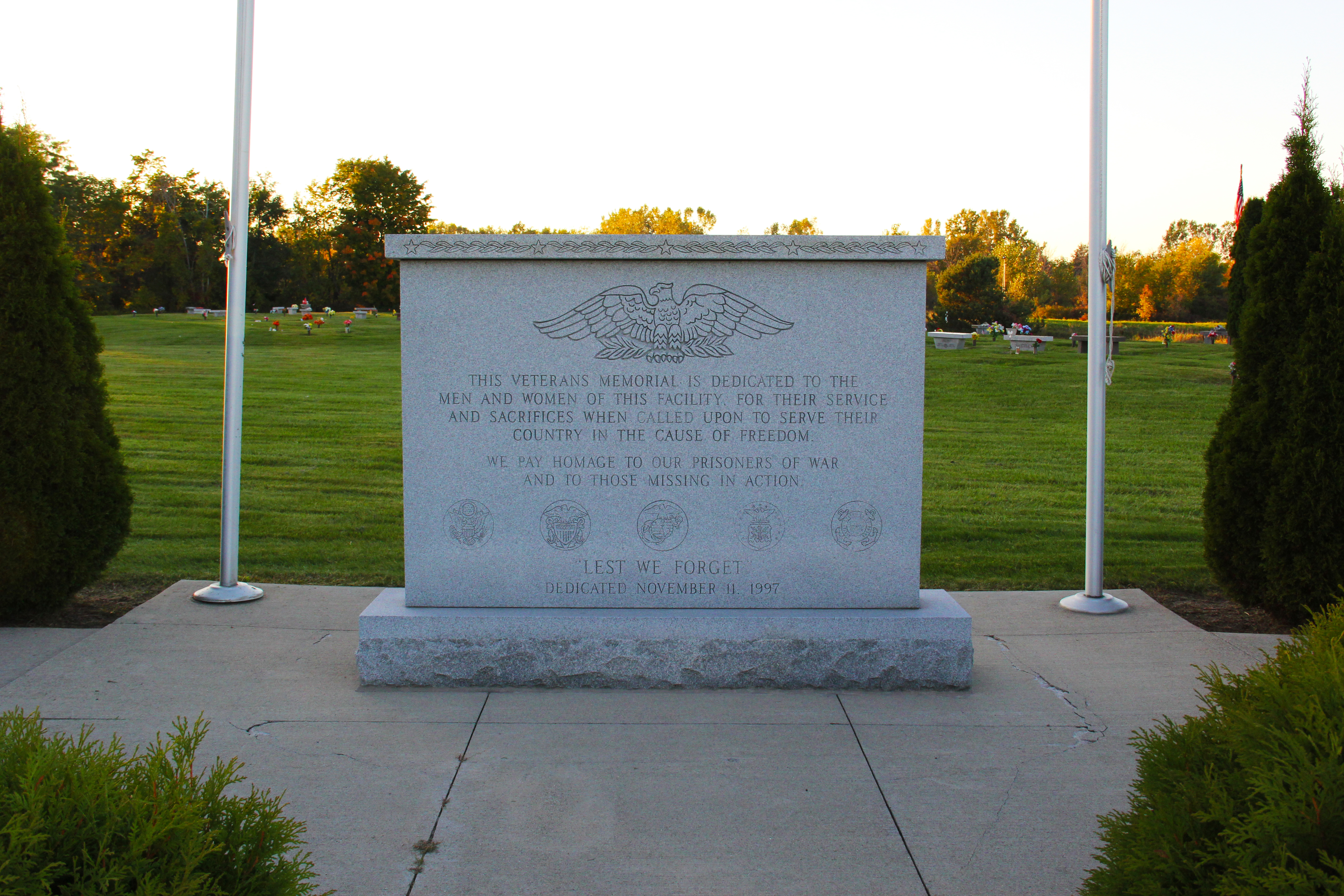
Памятник на мысе Дооб под Новороссийском

В первую годовщину катастрофы на мысе Дооб в селе Кабардинка в память о 423 погибших пассажирах и членов экипажа парохода «Адмирал Нахимов» был установлен памятник. Мемориал архитектора Ирины Бабаджан представляет собой композицию из семи труб-стоек разной высоты и толщины, находящихся внутри чугунного литого венка. Верхняя часть труб срезана. Центральная труба со стальной мемориальной плитой и вмонтированными в неё часами, поднятыми с затонувшего судна, символизирует погибший пароход. На часах время 23:20 — время гибели парохода. Монумент окаймляет волна-воронка из железобетона, к внутренней стороне которой прикреплены 24 плиты с именами всех погибших. Ежегодно с 1997 года 31 августа благотворительный фонд помощи семьям погибших на «Адмирале Нахимове» — «Нахимовец» организует в Новороссийске вахты памяти, на которые съезжаются люди со всего бывшего СССР, потерявшие в кораблекрушении своих близких.

## Обломки
«Адмирал Нахимов» покоится на дне Цемесской бухты на глубине 47 м. Пароход лёг с 75-градусным креном на правый борт, но со временем, из-за погружения в донный ил лайнер постепенно выравнивается. За два года корабль углубился на 10 м. В 1997 году его крен составлял уже 20°. Мачты и трубы, препятствовавшие безопасному судоходству, при помощи взрывчатки и электрокислородной резки были демонтированы. Расстояние от поверхности воды до шлюпбалок «Адмирала Нахимова» на верхней палубе составляет 26 м. Взрывчатые вещества также активно применялись при поисковых работах. В результате корпус парохода имеет множество мелких рваных дыр. 90 % иллюминаторов разбиты. Ростовским центральным проектно-конструкторским бюро был разработан план по подъёму обломков, но из-за большой стоимости от него отказались.
На момент столкновения в 15 танках «Адмирала Нахимова» находилось 40 тонн дизельного топлива для вспомогательных двигателей и 570 тонн флотского мазута. Из повреждённых резервуаров на правом борту в первые часы после трагедии вытекло 40 т мазута и почти весь запас дизельного топлива. По периметру места катастрофы было развёрнуто боновое заграждение длиной 1 км. Ликвидацию разлива горючего осуществляли два судна-нефтемусоросборщика. Экспедиция к затонувшему судну в 1987 году с помощью специально разработанной фрезы с паровым разогревом откачала 95-98 % нефтепродуктов из танков левого борта. Около 150 тонн мазута на правом борту остались недоступными из-за большого крена. Экспертиза, проведённая в 1997 году Министерствами чрезвычайных ситуаций и транспорта, не выявила вблизи обломков парохода превышения фонового для Цемесской бухты значения содержания углеводородов в воде.